# Бараново (Владимирська сільрада)
Бараново (рос. Бараново) — присілок в Воскресенському районі Нижньогородської області Російської Федерації.
Населення становить 189 осіб. Входить до складу муніципального утворення Владимирська сільрада.

## Історія
Від 2009 року входить до складу муніципального утворення Владимирська сільрада.

## Населення
| 1999 | 2002 | 2010 |
| ---- | ---- | ---- |
| 191  | ↘185 | ↗189 |